# ثقافة النيجر

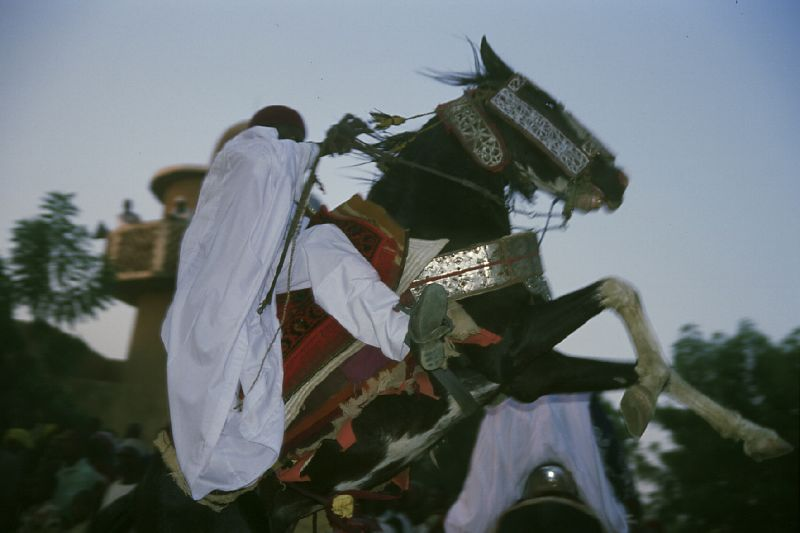
خيالة في مهرجان رمضاني تقليدي بقصر السلطان في مدينة زيندر.

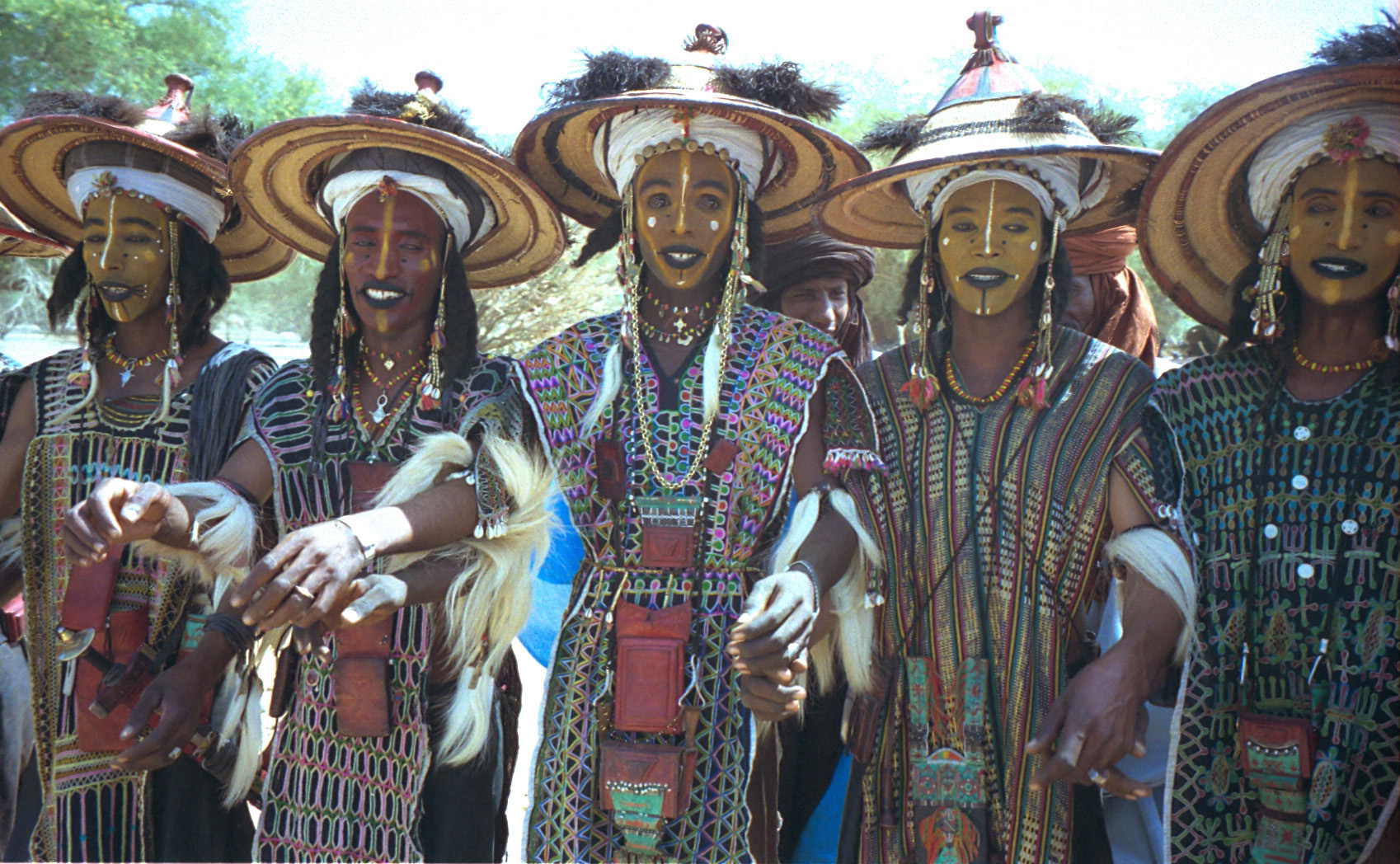
رجال من شعب الودابي يؤدون رقصة يانكي تقليدية في شمال النيجر عام 1997.

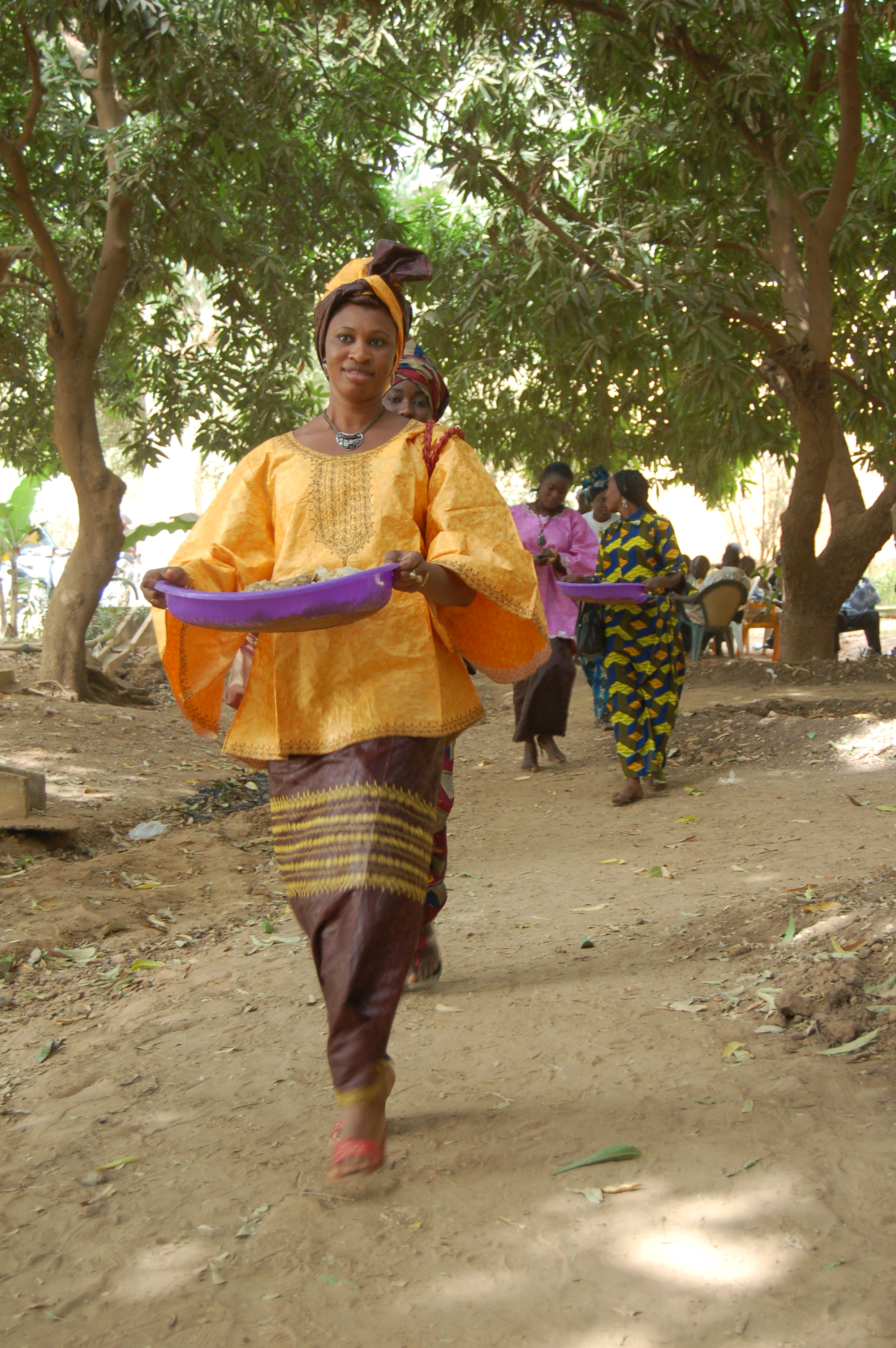
امرأة تعد طعام الوليمة في نيامي.

تتسم ثقافة النيجر بتنوعها، ويدلل على ذلك بالتقاطع الثقافي الذي شكله الاستعمار الفرنسي على هيئة دولة موحدة منذ مطلع القرن العشرين. تأسس ما يعرف الآن بالنيجر عن اجتماع أربع مناطق ثقافية متمايزة في حقبة ما قبل الاستعمار: فقد بسط شعب الزارما سيطرتهم على وادي نهر النيجر في الجنوب الغربي، فيما عاش مزارعي الكانوري ورعويو التبو الذين كانوا يوماً جزء من إمبراطورية برنو في المحيط الخارجي الشمالي لأرض الهوساوة والذي تشكل بمعظمه من الولايات المقاومة لخلافة صكتو الواقعة على طول الحدود الجنوبية مع نيجيريا وحوض بحيرة تشاد ومنطقة كاوار إلى أقصى الشرق، أما بدو الطوارق فيقطنون جبال آير والصحراء الكبرى في الشمال الواسع. جلبت هذه الجماعات إلى جانب مجموعات إثنية أصغر حجماً مثل ودابي والفولاني الرعوي تقاليدها الثقافية الخاصة إلى دولة النيجر الوليدة.
أما دينياً، فقد وصل الإسلام إلى النيجر قادماً من شمال أفريقيا منذ القرن العاشر، وأثر بذلك على ثقافة وعادات سكان النيجر، فيمارسه أكثر من 90% من السكان. وتزايد الاهتمام بالتراث الثقافي للبلاد منذ الاستقلال، خصوصاً في جوانب العمارة التقليدية والمصنوعات اليدوية والرقصات والموسيقى. وتشمل موسيقى النيجر على موسيقى الإيتار الطوارقية من أغاديس لفرق عدة.